# Giovanni Martino Portogalli

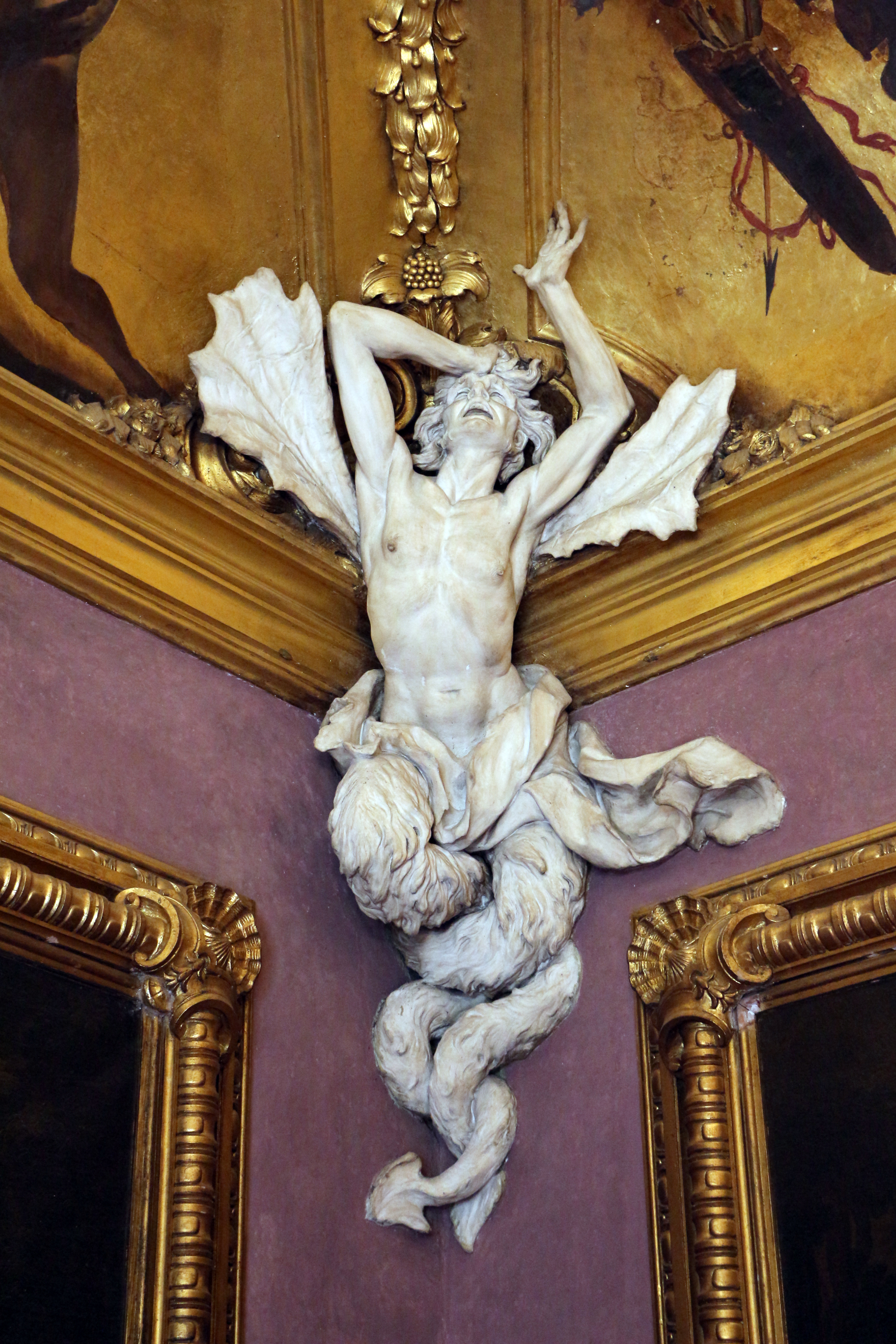
Tritone nella stanza di Marte, palazzo Fenzi, Firenze

Giovan Martino Portogalli (Mugena, ... – 1754) è stato uno stuccatore svizzero attivo nella prima metà del XVIII secolo.

## Biografia
Lavorò a Modena, al servizio del duca Rinaldo d'Este, e soprattutto a Firenze, dove si immatricolò all'Accademia delle arti del disegno nel 1705 e vi ricoprì vari incarichi per tutta la vita.
A Firenze creò i suoi capolavori, come gli angioletti a stucco della tribuna nella basilica della Santissima Annunziata, dove, assieme a Benedetto Fortini, nel 1702, ideò la soluzione decorativa di alcune cappelle. Nel Santuario di Monte Senario altri importanti stucchi ed altre opere per privati, come a palazzo Valori-Altoviti, palazzo Rinuccini, palazzo Marucelli e villa di Murlo.
Chiamato dall'arcivescovo di Firenze Giuseppe Maria Martelli, realizzò gli stucchi della sala da ballo di Palazzo Martelli.